# Dasylophus
Dasylophus es un género de aves cuculiformes de la familia Cuculidae. Agrupa dos especies de malcohas nativas de las Filipinas.

## Especies
Se reconocen las siguientes especies y subespecies:
- Dasylophus superciliosus (Dumont, 1823) – malcoha crestirrojo;
  - D. s. cagayanensis (Rand & Rabor, 1967);
  - D. s. superciliosus (Dumont, 1823);
- Dasylophus cumingi (Fraser, 1839) – malcoha frisado.